# Cyklohexanhexon
Cyklohexanhexon je chemická sloučenina se vzorcem C6O6, oxid uhlíku a šestinásobný keton cyklohexanu; lze jej považovat za hexamer oxidu uhelnatého.
Jedná se o značně nestabilní látku, ještě méně stálou než je její cyklohexanhexathionový analog, pozorovanou jen jako ionizovaný fragment v hmotnostní spektrometrii.

## Podobné sloučeniny
Cyklohexanhexon lze považovat za neutrální protějšek rodizonátového aniontu, C6O 2-
6 ; jednovazný anion C6O -
6 , vytvořený oligomerizací oxidu uhelnatého tvorbou karbonylů molybdenu, byl detekován hmotnostní spektrometrií.
Rentgenovou krystalografií bylo zjištěno, že látka prodávaná jako „oktahydrát cyklohexanhexonu“ je ve skutečnosti dihydrátem dodekahydroxycyklohexanu, geminálního diolu se šesti ketonovými skupinami a pevnou látkou tající při 95 °C.